# George Leonard Staunton
George Leonard Staunton (ur. 10 kwietnia 1737 w Galway, zm. 14 stycznia 1801 w Londynie) – angielski lekarz, dyplomata i podróżnik.

## Życiorys
W 1758 roku ukończył studia w Montpellier we Francji, następnie w latach 1762-1779 przebywał w Indiach Zachodnich. W latach 1781–1784 pracował jako sekretarz George'a Macartneya w ambasadzie w Madrasie. W 1785 roku otrzymał tytuł baroneta Cargins w hrabstwie Galway.
W latach 1792–1794 był członkiem poselstwa Macartneya do Chin, jako jego sekretarz. Po powrocie do Anglii napisał oficjalny raport pt. Account of an Embassy from the King of Great Britain to the Emperor of China (1797).
Jego synem był orientalista George Thomas Staunton (1781-1859).